# Мігель Анхель Алонсо
Мігель Анхель 'Періко' Алонсо (ісп. Miguel Ángel Alonso; нар. 1 лютого 1953, Толоса) — іспанський футболіст, що грав на позиції півзахисника. По завершенні ігрової кар'єри — тренер.
Виступав, зокрема, за «Реал Сосьєдад» та «Барселону», а також національну збірну Іспанії, з якою був учасником чемпіонату світу.

## Клубна кар'єра
Періко Алонсо почав грати у футбол за «Толосу» у своєму рідному місті. У 1974 році його підписав «Реал Сосьєдад», який відправив гравця виступати за фарм-клуб «Сан-Себастьян», що виступав у третьому дивізіоні країни. Провівши там кілька років, Алонсо був переведений до першої команди в 1977 році та дебютував за «Реал Сосьєдад» у Прімері 18 вересня 1977 року у віці 24 років.
Незважаючи на те, що пізно потрапив у професіональний футбол, він відразу закріпився в півзахисті «Сосьєдада» і був основним гравцем протягом 5 сезонів. Ці сезони включали 2 титули чемпіона Іспанії (1980/81 та 1981/82), віцечемпіонство (1979/80). Поряд із такими зірками іспанського футболу як Луїс Арконада, Хесус Марія Самора, Роберто Лопес Уфарте, Хесус Марія Сатрустегі та інші Алонсо сформував найяскравіше покоління гравців в історії клубу.
1982 року за 70 мільйонів песет Алонсо перейшов у «Барселону», у складі якої провів наступні три роки своєї кар'єри гравця. У свої перші два сезони він регулярно грав в основі і в першому з них він виграв Кубок, а пізніше і Суперкубок Іспанії. У 1984 році, коли каталонців очолив Террі Венейблз, Алонсо втратив місце в основі. У сезоні 1984/85 Періко додав до переліку своїх трофеїв ще один титул чемпіона Іспанії, але зіграв у тому турнірі лише 2 матчі.
У 1985 році Алонсо підписав контракт з командою другого іспанського дивізіону «Сабадель» і в першому ж сезоні допоміг клубу після 14 років повернутись до вищого дивізіону країни. У наступному сезоні 1986/87 років він був безперечним лідером та найкращим бомбардиром (12 голів, незважаючи на те, що був півзахисником) скромної каталонської команди і допоміг їй зберегти прописку в еліті. Однак сезон 1987/88 команда закінчила на передостанньому 19 місці і повернулась назад до Сегунди, після чого Періко Алонсо завершив ігрову кар'єру. Всього у вищому дивізіоні Іспанії за кар'єру півзахисник зіграв у 271 матчі та забив 41 гол.

## Виступи за збірну
1979 року провів одну гру у складі невизнаної міжнародними футбольними організаціями збірної Країни Басків.
24 вересня 1980 року дебютував в офіційних іграх у складі національної збірної Іспанії в товариському матчі з Угорщиною (2:2).
У складі збірної був учасником чемпіонату світу 1982 року в Іспанії, де провів усі 5 матчів збірної. Після «мундіалю» за збірну більше не грав. Загалом протягом кар'єри у національній команді, яка тривала 3 роки, провів у її формі 20 матчів, забивши 1 гол.

## Кар'єра тренера
Періко Алонсо розпочав свою кар'єру тренером у рідному клубі «Толоса». Пізніше він працював у Сегунді Б з клубами «Сан-Себастьян» та «Беасаїн», де працював до кінця сезону 1994/95.
З 1995 року він протягом трьох сезонів тренував «Ейбар» у Сегунді, а частину сезону 1998/99 тренував там же «Еркулес».
В жовтні 2000 року Періко очолив вищоліговий «Реал Сосьєдад», замінивши тренера Хав'єра Клементе. Однак лише після 10 турів на чолі команди Алонсо подав у відставку через низькі результати команди, яка під його керівництвом зазнала 7 поразок і здобула лише 2 перемоги. Після цього Періко Алонсо оголосив про завершення кар'єри тренера.

## Титули і досягнення
- Чемпіон Іспанії (3):

«Реал Сосьєдад»: 1980/81, 1981/82
«Барселона»: 1984/85
- Володар Кубка Іспанії (1):

«Барселона»: 1982/83
- Володар Суперкубка Іспанії (1):

«Барселона»: 1983
- Володар Кубка іспанської ліги з футболу (1):

«Барселона»: 1983

## Особисте життя
Сини Алонсо, Мікель та Хабі Алонсо, також були футболістами та грали на позиції півзахисника за «Реал Сосьєдад».